# 오구르자아다섬
오구르자 아다(Ogurja Ada)는 투르크메니스탄과 카스피해에서 면적 기준으로 가장 큰 섬이다. 오구르자 섬은 러시아어 이름 오구르친스키 섬(Ostrov Ogurchinskiy)으로도 널리 알려져 있다.

## 지리
오구르자는 카스피해 남동부 해안에서 멀지 않은 곳에 위치한 사막섬이다. 첼레켄 반도의 남쪽 끝에서 남남서쪽으로 17km 떨어져 있다.
오구르자 아다는 매우 길고 좁다. 남북으로 뻗어 있으며 길이는 42km, 최대 폭은 1.5km이다. 낮고 모래언덕으로 이루어져 있으며, 대부분 풀과 관목으로 덮여 있다. 이전에는 하나의 덩어리였던 북쪽 끝은 파도 작용으로 인해 더 작은 섬들로 쪼개졌다.
이 섬에는 식수가 부족하여 영구적인 정착지가 없다. 15세기에서 17세기 사이에 오구르친스키는 해적과 여행자들의 피난처였고, 나중에는 나환자촌이 되었다.
행정적으로 오구르자 아다는 투르크메니스탄의 발칸주(Balkan Welaýaty)에 속한다.

## 환경

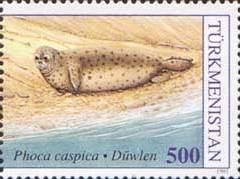
카스피해물범(Pusa caspica)

카스피해물범(Pusa caspica)과 다양한 해양 조류가 이 섬에 서식한다. 오구르자 아다는 투르크메니스탄의 하제르 자연보호구역의 일부이다.
이 섬은 버드라이프 인터내셔널에 의해 중요조류지역(IBA)으로 지정되었는데, 이는 갈매기와 제비갈매기류의 번식 군집을 지탱하기 때문이다. 추카의 고립된 토착 개체군도 존재한다.